# Джакомо Черуті
Джакомо Черуті (італ. Giacomo Ceruti; 13 жовтня, 1698, Мілан — 28 серпня, 1767, Мілан) —  італійський художник першої половини XVIII століття, прихильник побутового жанру і картин з зображенням простого люду північної Італії.

## Історія вивчення

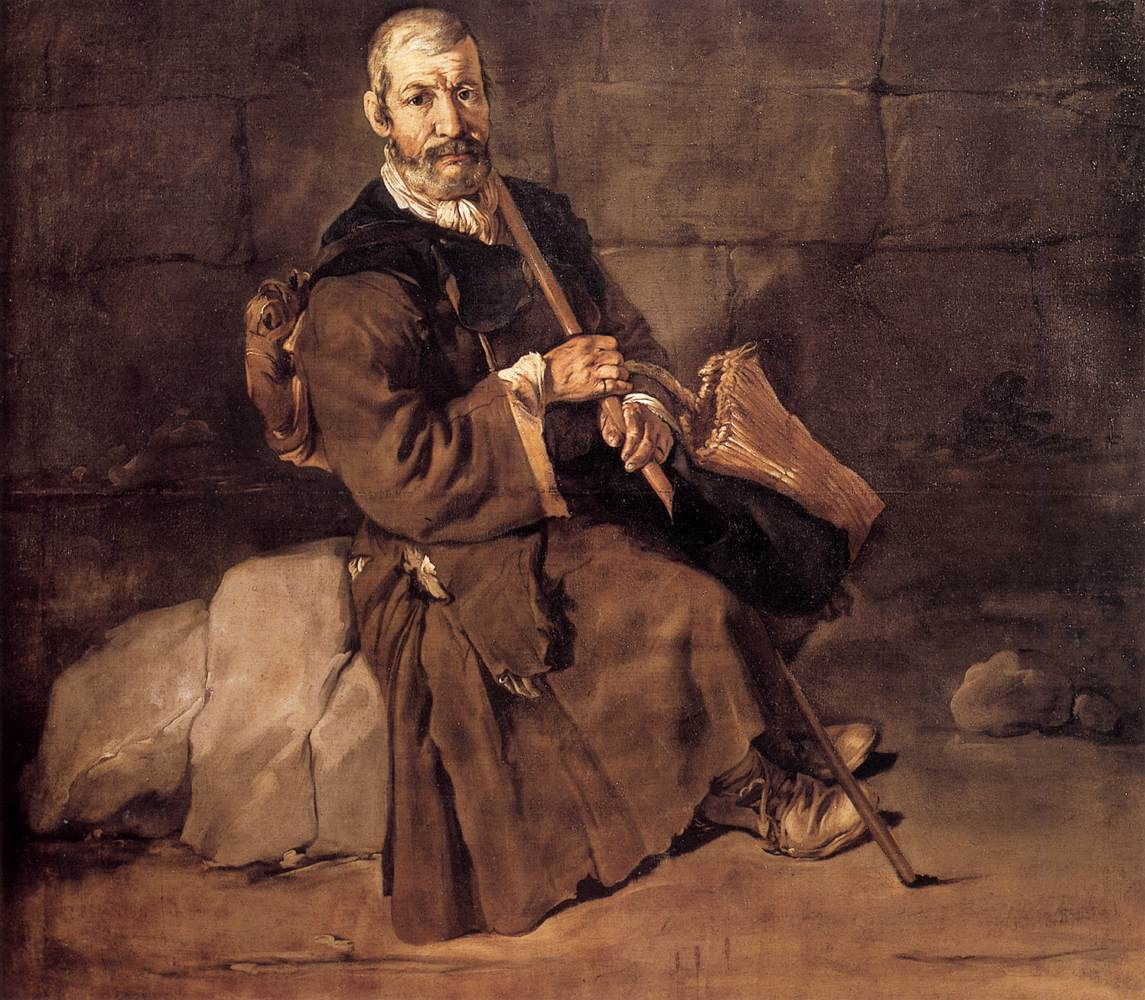
Черуті. «Відпочинок паломника»

У XX столітті продовжився процес глибокого дослідження мистецтва минулих епох, котрий почався в XIX столітті. Якщо мистецтвознавці XIX століття повернули славу Франса Галса, Яна Вермера, Ель Греко, то науковці XX століття перевідкрили велич і високі мистецькі якості скульптур Пінзеля чи барокових «художників реальності».
Мистецтвознавець з Італії Роберто Лонгі звернув увагу на групу майстрів доби бароко, що посіли особливе місце в мистецтві тої доби. Вони не дотримувались Величної манери та не були прихильниками караваджизму. Невеличкі запозичення з обох стилістичних напрямків лише підтвердили їх співіснування з караваджистами та майстрами офіційної Величної манери («maniera grande»). При цьому ці майстри не втрачали своєї індивідуальності, своєї несхожості на творців церковних і палацових фресок чи прихильників тенеброзо караваджизму.
Роберто Лонгі й назвав їх «художники реальності». До них зараховані:
- Карнео
- Ебергард Кейль (1624—1687), учень Рембрандта, що оселився в Італії.
- П'єтро Беллотті (1625—1700)
- Гаспаре Траверсі (1723 — 1770)
- Джакомо Франческо Чіппер (Тодескіні, працював у 1705—1736 рр.)
- Джакомо Черуті (1698—1767)

З висновками Роберто Лонгі погодились і дослідники інших країн (М. Я. Лібман, Е. Й. Ротенберг тощо). А перегляд картин в запасниках та музеях виявив їх твори в Петербурзі, Римі, Празі, Брешії, Серпухові, Роттердамі, Каталонії, Сполучених Штатах, Роттердамі.

## Канва біографії

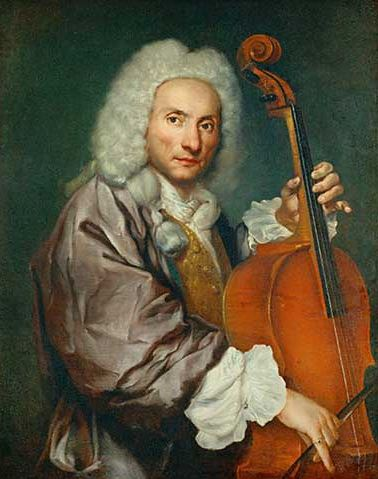
«Джованні Баттіста Чіррі», італійський композитор і музикант, Музей історії мистецтв, Відень.

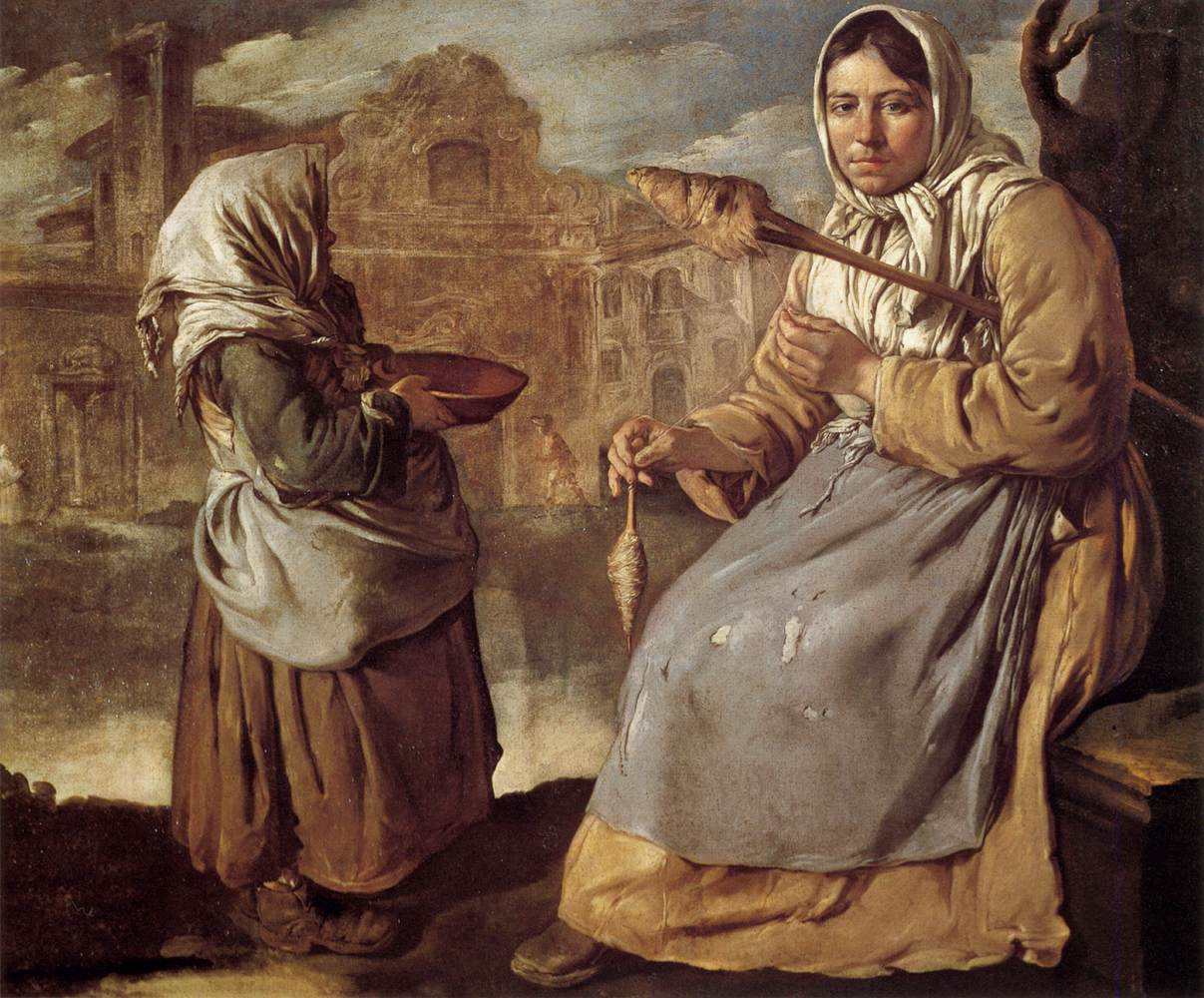
«Пряха з дівчинкою», 1720-і рр., приватна збірка

Розшуки в архівах дозволили дізнатись, що художник народився в Мілані, а не в Брешії, як думали раніше через підпис митця «Якобус Черуті Брешианський». Дослідник Дж. Де Логу розшукав більшість творів митця та оприлюднив сорок шість картин художника, які можна було пов'язати з його творчістю на 1931 рік. Невідомо, де він отримав перші художні навички й чому покинув Мілан, а працював перебільшено в місті Брешія. Можливо, він був пов'язаний з художником Ебергардом Кейлем чи бергамським художником Антоніо Чифронді, котрі теж створювали картини побутового жанру з типами низького соціального стану. На тлі цих майстрів зображення жебраків і бідних верств населення, які вводив в мистецтво 18 століття Джакомо Черути, дивують сміливістю і відсутністю натяку на пасторальність мотивів рококо, такого модного в колах венеційців чи у представників римської школи живопису. Художник мандрував і брався як за створення релігійних композицій («Мадонна зі Св. Джузеппе, Лоренцо та Антоніо», абатство Ріно, церква Св. Антоніо абата), так і портретів чи натюрмортів. Але не вони стануть головною темою творчості художника, як не стане він прихильником ні пізнього італійського бароко, ні  грайливого рококо. Сувора правда колола йому вічі й він раз у раз малював провінційних чорниць, паломників, жебраків, сільських дітей, праль, майстринь мережива — не спокушаючись ні на пасторальність, ні на поетизацію (як багатій), ні на осуд і презирство. Сюжет не грає значної ролі в картинах Черуті, хоча його персонажі вимушені довго і важко працювати. Але стилістично твори далекі від жорсткого утримання володарями та князями церкви — припалацового мистецтва в жорстких межах уніфікованої краси античних героїв чи біблійних мелодрам. Страшне життя бідноти подане без прикрас, наче фотодокументи 20 століття, тільки технічними засобами, притаманними 18 століттю. (Виняток зроблено лише для зображень дітей, вони подані з теплотою і співчуттям).
Відомо, що Черуті працював також в Брешії (1728 р.), Венеції (1736 р.), Падуї (1737—1741 роки), П'яченці (1743 р.) Помер в Мілані.

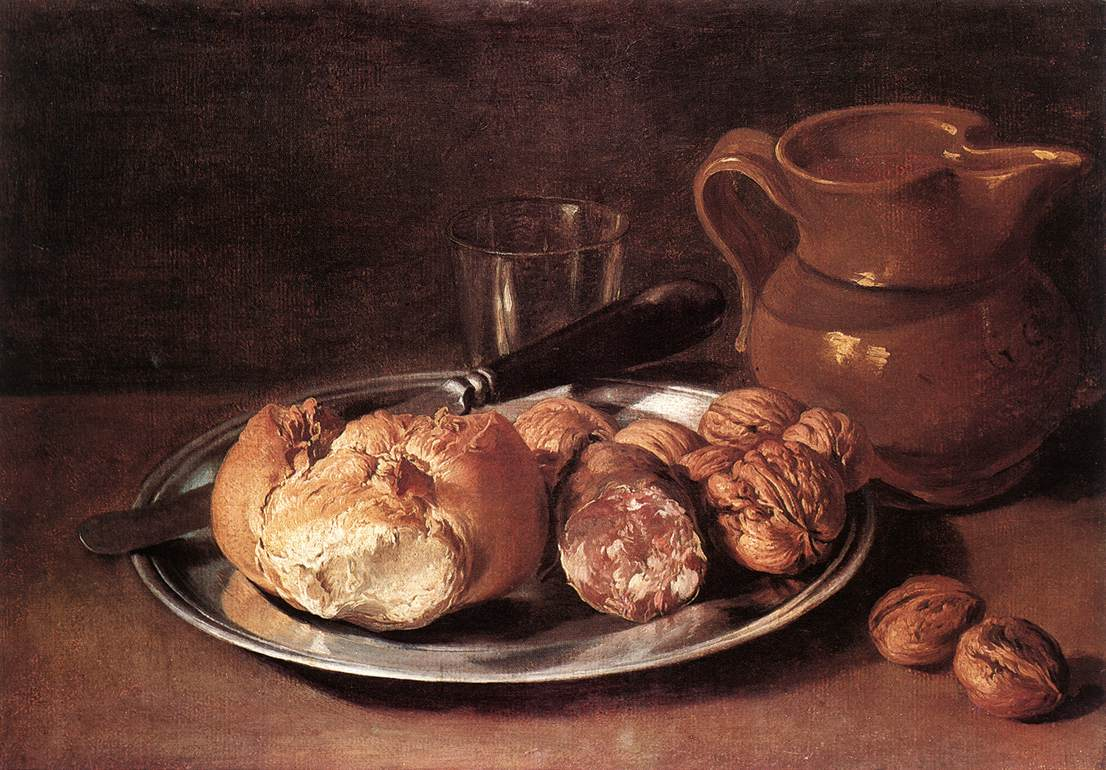
«Випічка, волоські горіхи та кераміка», приватна збірка
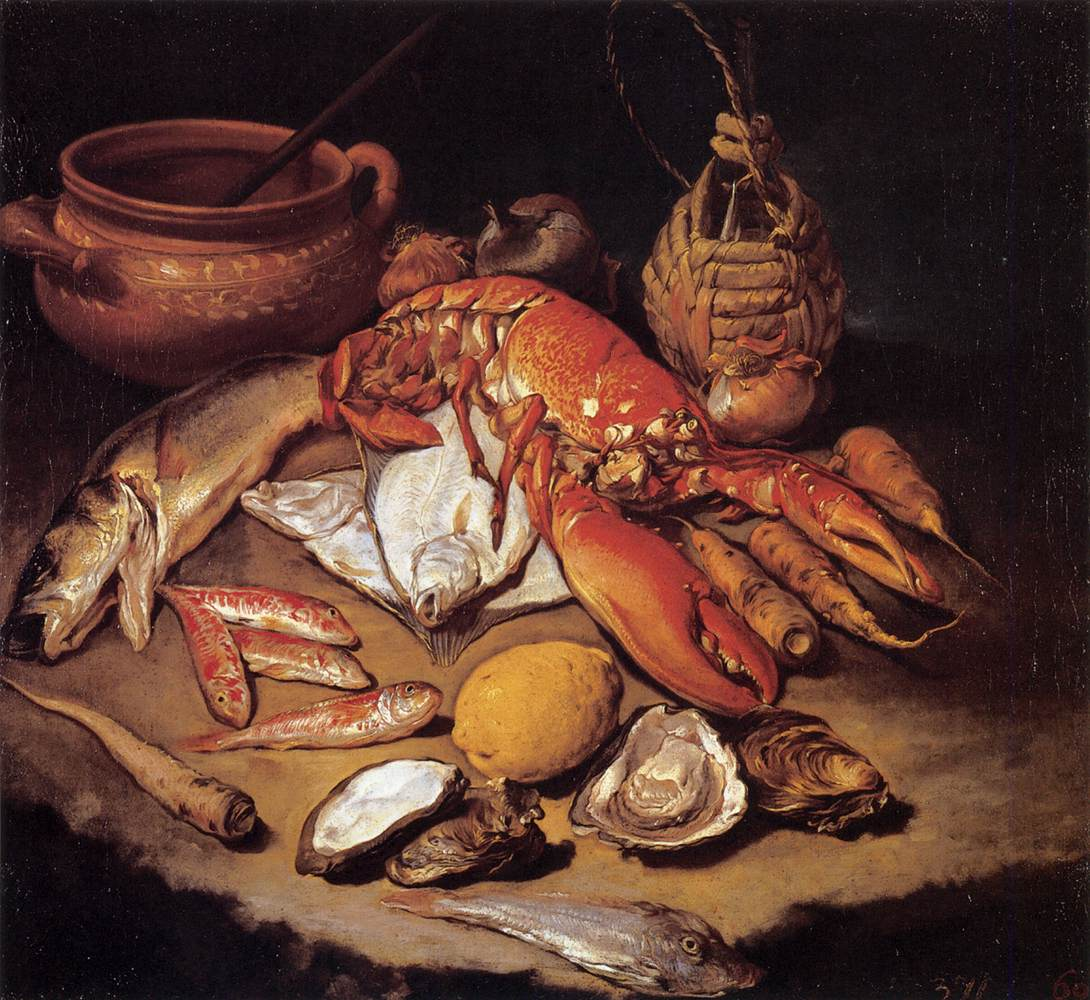
«Натюрморт з лангустом, рибами, лимоном і устрицями», Кампіоне, приватна збірка
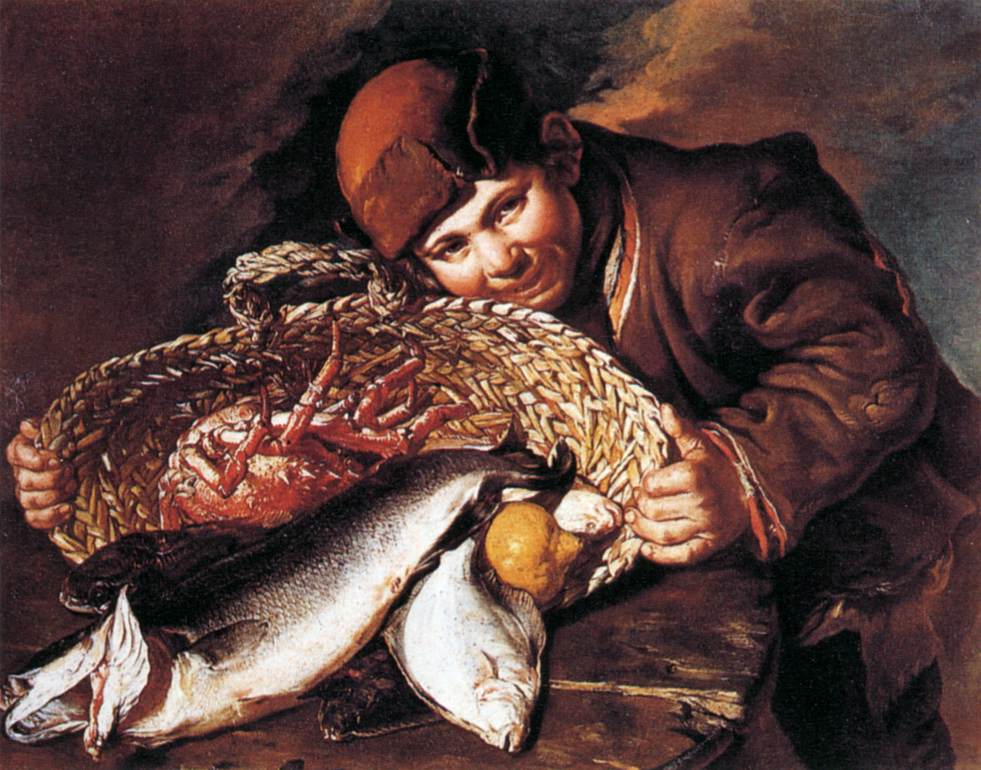
«Хлопчик з кошиком риби», Палаццо Пітті, Флоренція

## Вибрані твори
- «Карлик», приватна збірка

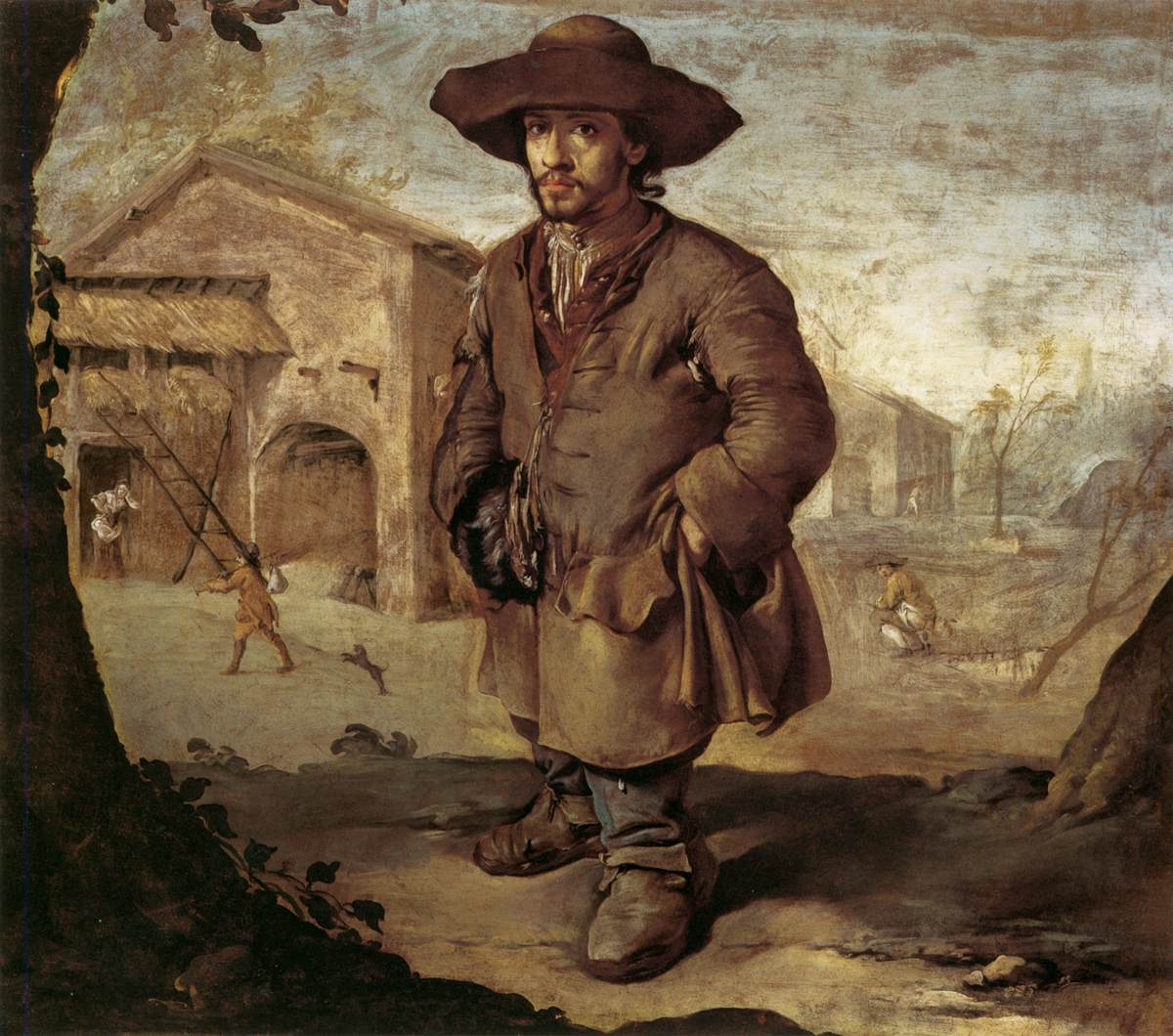
«Карлик», приватна збірка

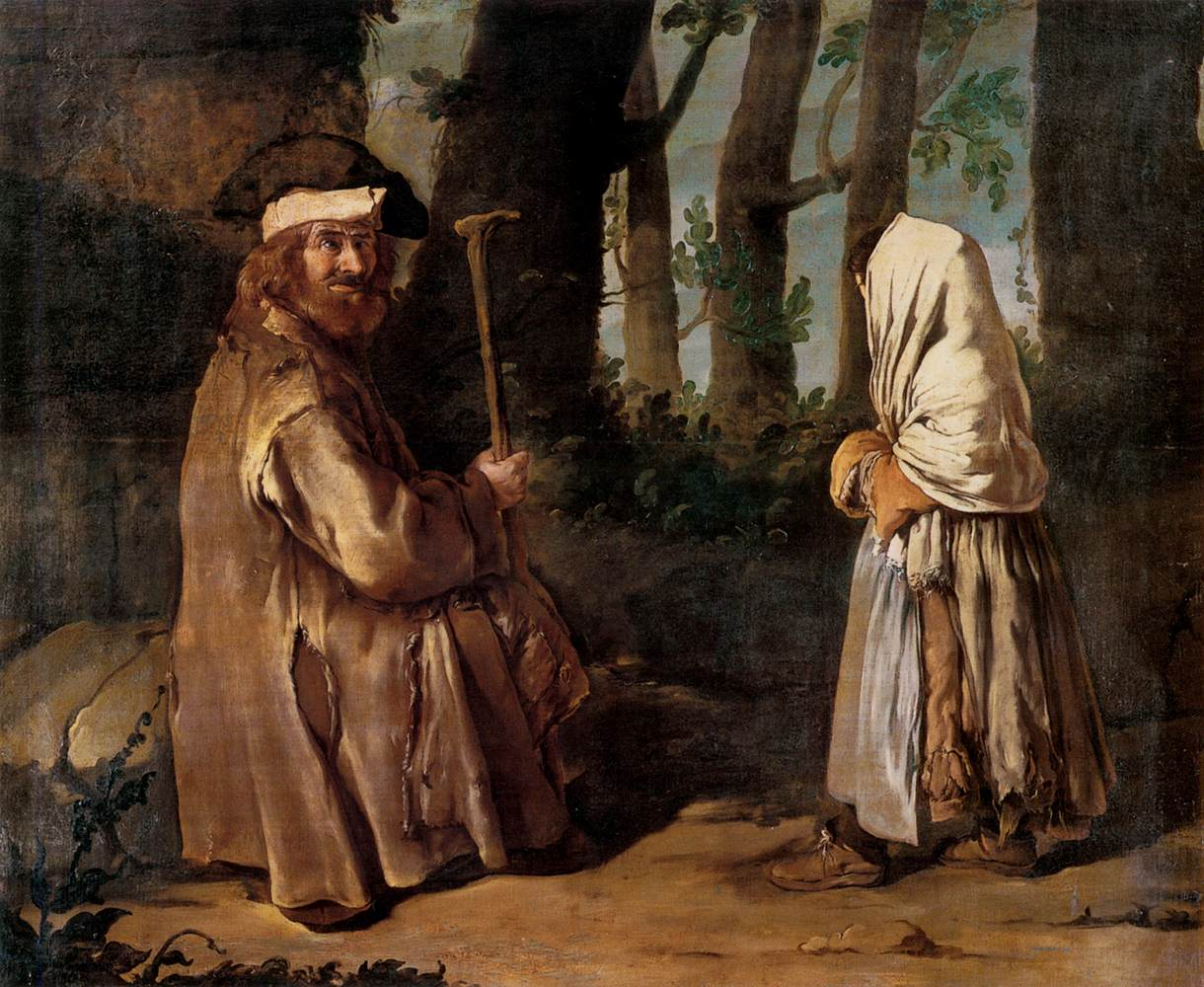
«Зустріч з жебраками в лісі». Пінакотека Тозіо-Мартіненго

- «Сонний паломник», фонд Роберто Лонгі, Флоренція
- «Відпочинок паломника», приватна збірка
- «Три жебраки»
- «Зустріч з жебраками в лісі»
- «Підлітки-картярі на майдані», Музей Цивіко, Турин
- «Хлопчик з плетеним кошиком», Пінакотека Брера, Мілан
- «Хлопчик з кошиком риби», Палаццо Пітті, Флоренція
- «Пряха», Музей Цивіко, Брешиа
- «Майстрині мережива», приватна збірка
- «Італійка-праля», Музей Тозіо Мартіненго, Брешиа
- «Мадонна зі Св. Джузеппе, Лоренцо та Антоніо», абатство Ріно, церква Св. Антоніо абата
- «Натюрморт з лангустом, рибами, лимоном і устрицями», Кампіоне, приватна збірка
- «Випічка, волоські горіхи та кераміка», приватна збірка
- «Портрет шляхетного пана у блакитному», Музей Тиссена-Борнемісса, овал
- «Невідомий в арабському вбранні», приватна збірка
- «Паньонка в синьому», Музей Тиссена-Борнемісса, овал

## Джерела

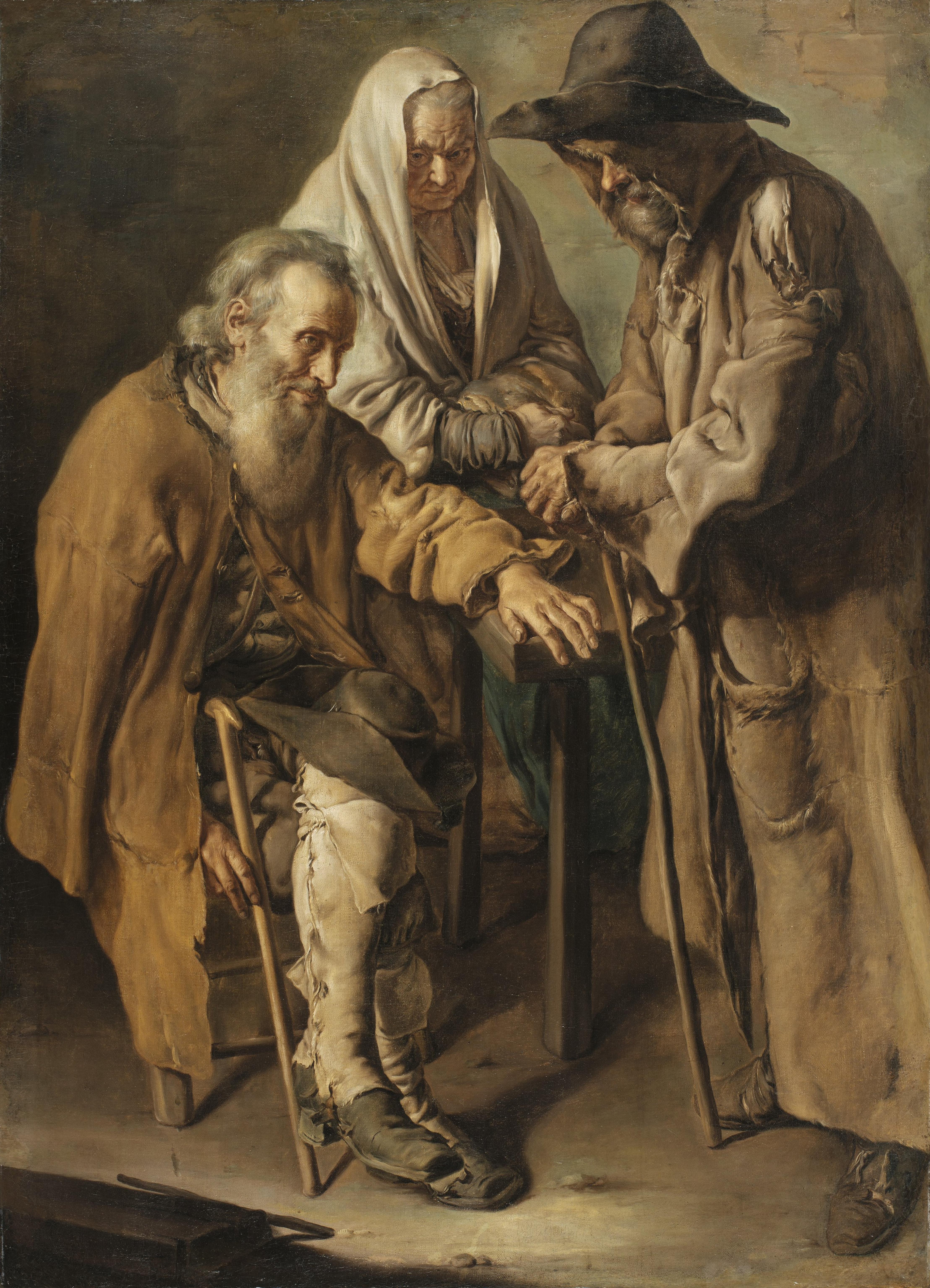
«Три жебраки»